# Krasno-oefimsk
Krasno-oefimsk (Russisch: Красноуфимск) is een Russische stad ten westen van de Oeral in de Cis-Oeral aan de rivier de Oefa (stroomgebied van Kama) op 224 kilometer ten westen van Jekaterinenburg en 1248 kilometer ten oosten van Moskou. Het is het bestuurlijk centrum van het district Krasno-oefimski.

## Geschiedenis
De plaats werd gesticht in 1736 als fort aan de Oefa en heette eerst Oefa, daarna Krasnojarsk en ten slotte Krasno-oefimskaja. De plaats lag op een natuurlijke grens genaamd Krasny Jar (rode kust), wat volgens een reiziger in de 18e eeuw afgeleid zou zijn van de roodachtige kleur die de blootgestelde kust daar had. Het was een verdedigingsbolwerk voor de werkplaatsen in de Oeral tegen aanvallen van lokale stammen. In het begin woonden er vooral kozakken, dienstlieden en handelaren. Het kreeg de status van hoofdplaats van een oejezd in 1781. De plaats lag in de 19e eeuw erg geïsoleerd van grote plaatsen als Perm en Jekaterinenburg doordat het geen spoorlijn bezat. Krasno-oefimsk bezat in die tijd alleen onverharde wegen en de Oefarivier als vervoermiddelen. In die tijd was vooral de landbouw belangrijk. In de tweede helft van de 19e eeuw probeerde het stadsbestuur iets aan de ontwikkeling van landbouw, industrie, onderwijs en gezondheidszorg te doen, door hiervoor een aantal deskundigen uit te nodigen.
In 1875 ontstond de eerste school waar men zich kon richtten op mijnbouw of landbouwkunde. In 1915 werd een treinstation gebouwd, waarna vanaf 1916 de eerste treinen begonnen te rijden op de stad. In 1930 werd Krasno-oefimsk het centrum van een landbouwdistrict en later werden er ook investeringen gedaan in de infrastructuur en kreeg de stad een machine-tractor station (MTS), fabrieken voor de voedselproductie en werden andere landbouwgerelateerde bedrijven opgestart. Tijdens de Grote Vaderlandse Oorlog (2eWO) werden ook naar Krasno-oefimsk een aantal fabrieken geëvacueerd vanuit Europees Rusland, waaronder landbouwgerelateerde bedrijven, mechanische en machinebouwfabrieken uit onder andere Charkov, Rostov en Rjazan. Na de oorlog werd door de lokale overheden gewerkt aan de woningbouw en aan infrastructuur voor de landbouw.

## Economie en transport
De economie binnen de stad is relatief gediversificeerd. Ongeveer 80% van de bedrijven vallen binnen de private sector. Tot de belangrijkste sectoren waarbinnen de inwoners werkzaam zijn behoren transport, communicatie, handel en industrie. De belangrijkste productie-eenheden vormen de productie van bouwmaterialen, houtbedrijven, energievoorziening, machinebouw en metaalbewerking. Landbouw is echter nog steeds een van de belangrijkste sectoren voor de stad. Het midden- en kleinbedrijf zorgt voor 14% van de arbeidsplaatsen en 7% van de lokale winsten.
Er is sprake van economische groei binnen de stad, onder andere door een gericht werkbeleid en door de dynamische ontwikkeling van de economie. 68% van de bevolking is actief binnen de landbouw en industrie en 32% binnen de dienstensector. De werkloosheid bedroeg 0,8% in 2005.
Er bevindt zich een dependance van de Pedagogische Staatsuniversiteit van de Oeral en de Staatsacademie van de Oeral voor Landbouw (met een onderzoeksinstituut voor de ontwikkeling van nieuwe graan- en peulvruchtsoorten) en een Centrum voor humanitaire diensten.
De stad ligt aan een spoorlijn en heeft een regionale luchthaven. De dichtstbijzijnde internationale luchthaven is Koltsovo ten zuiden van Jekaterinenburg.

## Klimaat
De temperatuur bedraagt gemiddeld -16,2°С in januari en 17,6°С in juli.

## Milieu
De stad ligt op 7 kilometer van een opslagplaats voor bijna 82.000 ton radioactief monaziet uit de Sovjetperiode. Het werd hierheen vervoerd na de Tweede Wereldoorlog voor de productie van thorium voor nucleaire wapens. Toen besloten werd om in plaats van thorium, uranium en plutonium te gebruiken hiervoor, bleef het monaziet achter. Doordat de gebouwen verouderd raakten begon het monaziet te lekken uit de gebouwen. Hierdoor is de kans op kanker in het district Krasno-oefimski meer dan 2 keer zo hoog als in andere districten van de oblast. Om het monaziet te verwerken werd in 2003 door Minatom aangekondigd een nucleaire fabriek te bouwen voor de productie van thorium (nucleaire brandstof) met geldelijke steun van het bedrijf Shannel Construction Worldwide Ltd. uit de Verenigde Staten. Ongeveer 90% van de bevolking stemde tegen dit plan vanwege de grote mogelijke gevaren die hiermee gepaard kunnen gaan en in 2004 was ook het stadsbestuur tegen de plannen. Een andere fabriek zou moeten worden gebouwd in Zaretsjny.

## Demografie
Krasno-oefimsk is een betrekkelijk kleine stad met een betrekkelijk jonge bevolking. De beroepsbevolking maakt 42% van de bevolking uit en 31,4% valt binnen de jongste categorie.
| Ontwikkeling van het inwoneraantal |      |        |        |        |        |        |        |
| Jaar                               | 1897 | 1926   | 1959   | 1970   | 1979   | 1989   | 2002   |
| Bevolking                          | 6400 | 11.700 | 37.300 | 38.400 | 41.200 | 45.600 | 43.600 |